# Тон Розендал

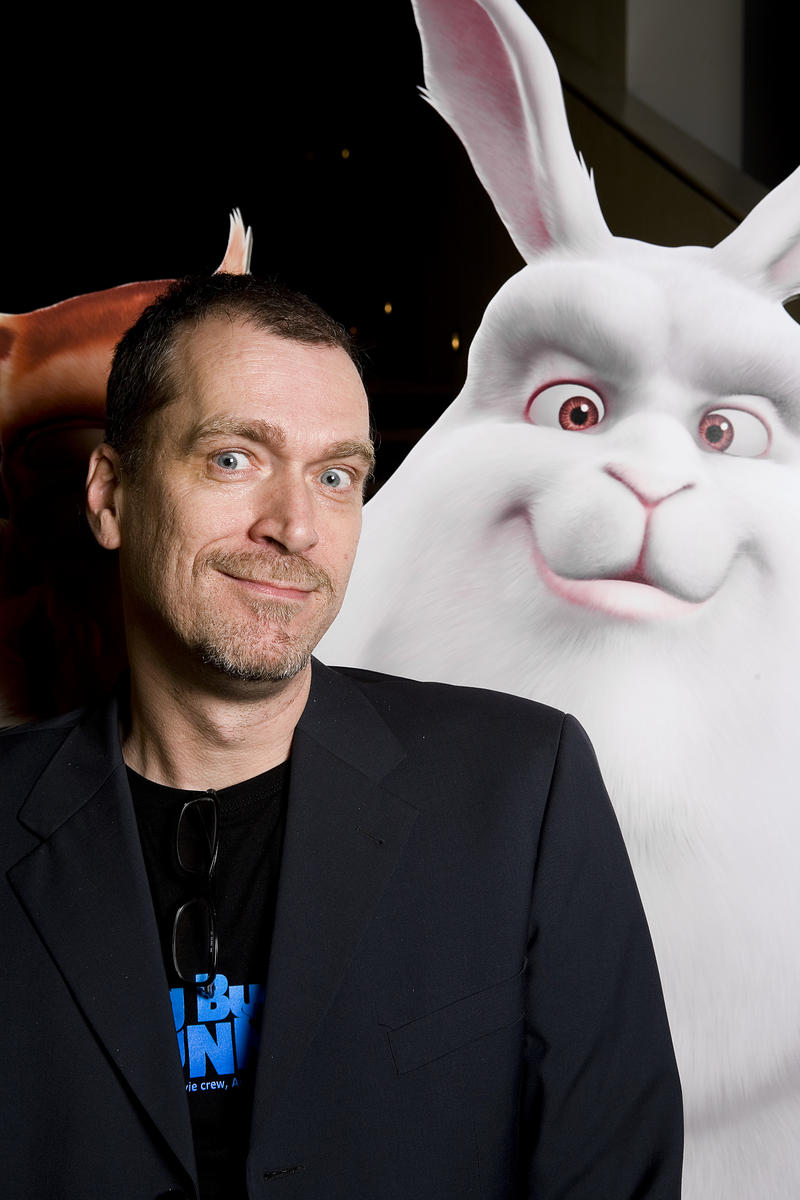
Тон Розендал 2008 року

Тон Розендал (нід. Ton Roosendaal; нар. 20 березня 1960) — нідерландський розробник програмного забезпечення. Відомий як творець і голова компанії Blender Foundation, яка розробила професійний програмний пакет з відкритим вихідним кодом для створення тривимірної комп'ютерної графіки Blender. 2007 року він заснував Інститут Blender в Амстердамі, де він займається координацією розробки Blender, публікацією навчальних посібників і DVD, а також розробкою 3D-анімації та ігрових проектів.

## Ранні роки
Розендал вивчав промисловий дизайн в Ейндговені, 1989 року він заснував анімаційну студію NeoGeo, яка швидко стала найбільшою студією 3D-анімації в Нідерландах. У NeoGeo Розендал відповідав за розробку програмного забезпечення; 1989 року він написав рейтрейсер під назвою Traces (Сліди) на Amiga і 1995 року вирішив почати розробку програмного засобу для 3D-анімації, на основі Traces і інструментів, які вже написав для NeoGeo. Цей інструмент пізніше названо «Blender». У січні 1998 року безкоштовну версію Blender випущено в інтернеті, а в квітні з'явилися версії для Linux і FreeBSD. Незабаром після цього NeoGeo частинами передано іншій компанії. Це було, коли Тон Розендал і Франк ван Бік вирішили заснувати компанію під назвою «Не число» (Not a Number, NAN) для подальшого поширення і розробки Blender. Бізнес-модель NaN полягає в наданні комерційних продуктів і послуг Blender. 2000 року компанія отримала фінансування для зростання від декількох інвестиційних компаній. Метою цього було створити безкоштовний інструмент для розробки інтерактивного 3D (онлайн) вмісту, а також комерційні версії програмного забезпечення для розповсюдження та публікації. 2002 року Розендал переїхав до Амстердама.
Через низькі продажі і складну економічну ситуацію, інвестори NaN вирішили закрити всі операції в січні-лютому 2002 року. Це означало, що розвиток Blender буде закінчено. Проте, в травні 2002 року, за підтримки з боку спільноти користувачів і клієнтів, Тон Розендал заснував некомерційну організацію Blender Foundation.

## Blender Foundation
Першою метою Blender Foundation став пошук способу продовжити розробку і просування Blender'а як проєкту з відкритим сирцевим кодом на базі спільноти. У липні 2002 року інвестори NaN домовилися про план спробувати видати Blender за ліцензією з відкритим кодом, використовуючи Street Performer Protocol. Кампанія «Free Blender» мала зібрати 100 000 євро для одноразової оплати, і кампанія досягла цієї мети всього за сім тижнів. У неділю, 13 жовтня 2002, Blender випущено на умовах GNU General Public License. Після цього успіху, Тон Розендал почав координувати розробку Blender добровольцями як голова Blender Foundation.
Замість того, щоб фінансувати проєкт безпосередньо, об'єднуючи розробників програмного забезпечення, Фонд Blender вирішив почати проєкт з кращими художниками в рамках спільноти Blender і запросити їх, щоб створити короткий 3D-анімаційний фільм. Мета проєкту полягала в тому, щоб одночасно довести, що Blender можна використовувати для створення анімації професійної якості, а також допомогти розвитку самого Blender'а.
16 липня 2009 року Тона Розендала відзначено званням почесного доктора в галузі технології в Міському університеті Лідса за його роботу над Blender.
2 лютого 2019 року в рамках 46-ї Премії Енні Тон Розендал і програмний засіб Blender здобули премію Аба Айверкса (Ub Iwerks Award) за технологічні досягнення.

## Проєкти з відкритим вмістом
2005 року почалася робота над проєктом Orange, результатом став перший в світі широко визнаний «відкритим» фільм, Elephants Dream. Фільм і всі матеріали, використані в процесі виробництва, опубліковано під відкритою ліцензією Creative Commons Attribution.
Завдяки успіху першого відкритого фільму, Тон Розендал влітку 2007 року створив «Інститут Blender». Нині постійний офіс і студія Фонду Blender переважно використовується як офіс для співробітників Фонду Blender і координування й реалізації відкритих проєктів, пов'язаних із 3D-фільмами, іграми й візуальними ефектами.
У квітні 2008 року в межах проєкту Peach в Інституті Blender завершено відкритий анімаційний фільм Big Buck Bunny. У вересні 2008 року випущено відкриту гру Yo Frankie!.
Третій відкритий фільм, проєкт Дуріан, також відомий як Sintel, випущено 30 вересня 2010 року. 10 січня 2011 року Том оголосив про четвертий проєкт, під назвою Сльози сталі (Сталеві Сльози); його випущено 2012 року. Ще один проєкт — Gooseberry (Аґрус) — вийшов улітку 2015 року під назвою Cosmos Laundromat (Космічна пральня).